# Miocora
Miocora – rodzaj ważek z rodziny Polythoridae.

## Podział systematyczny
Do rodzaju należą następujące gatunki:
- Miocora aurea (Ris, 1918)
- Miocora chirripa (Calvert, 1907)
- Miocora dualis (McLachlan, 1878)
- Miocora lugubris (Navás, 1934)
- Miocora notoxantha (Ris, 1918)
- Miocora obscura (Ris, 1918)
- Miocora pellucida Kennedy, 1940
- Miocora peraltica Calvert, 1917
- Miocora semiopaca (Selys, 1878)
- Miocora skinneri (Calvert, 1907)